# Stan Musial
Stanley Frank "Stan" Musial (21 de novembro de 1920 - 19 de janeiro de 2013) foi um jogador profissional de beisebol polaco-estadunidense que foi eleito para o Hall da Fama do Beisebol em 1969. Apelidado de "Stan the Man", Musial disputou 22 temporadas na Major League Baseball (MLB) para o St. Louis Cardinals entre 1941 e 1963.